# Список сезонов «Лос-Анджелес Лейкерс»

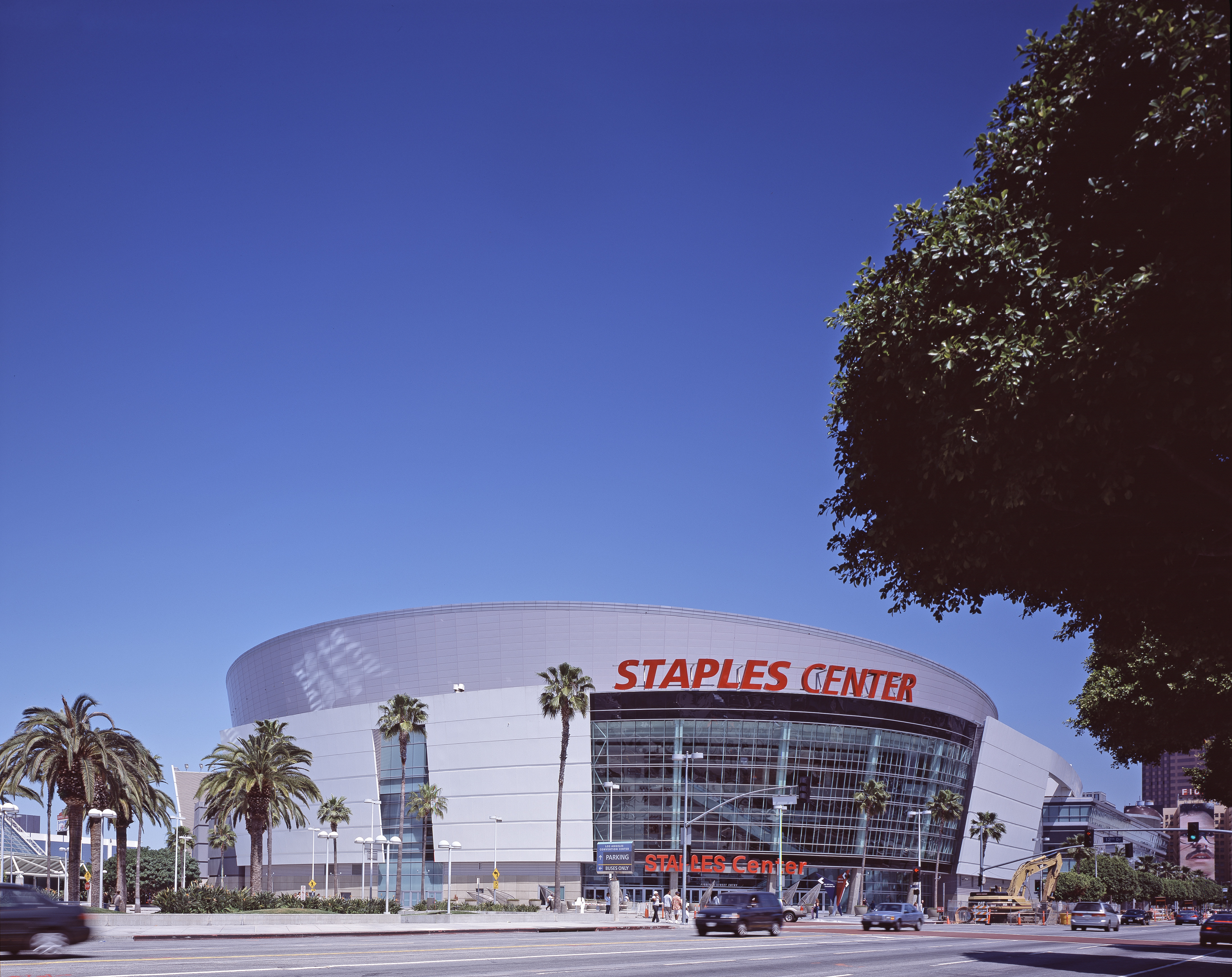
Стэйплс Центр домашняя арена «Лейкерс» с сезона 1999/2000 годов.

«Лос-Анджелес Лейкерс» (англ. Los Angeles Lakers) — профессиональный баскетбольный клуб, располагающийся в Лос-Анджелесе, штат Калифорния. Выступает в Тихоокеанском дивизионе Западной конференции Национальной баскетбольной ассоциации (НБА). С 1999 года проводит домашние игры в Стэйплс Центре.
Клуб был основан в 1947 году, в Детройте под названием «Детройт Гемс» (англ. Detroit Gems) и выступал в Национальной баскетбольной лиге (НБЛ). Через год команда переехала в Миннеаполис, штат Миннесота, сменив название на «Миннеаполис Лейкерс» (англ. Minneapolis Lakers), в честь прозвище штата («Land of 10 000 Lakes» - с анг. — «Земли 10 тысяч озёр»). После переезда клуб стал выступать в Баскетбольной ассоциации Америки (БАА), позднее сменившей название на НБА. До переезда в Лос-Анджелес в 1960 году, «Лейкерс» завоевали 5 чемпионских титулов.
В 1960-х годах «Лос-Анджелес Лейкерс» 8 раз выходили в финал НБА, проиграв их все. В сезоне 1971/72 команда установила рекордную победную серию из 33-х матчей и выиграла свой 6-й титул под руководством Билла Шермана. В 1980-х годах, под руководством Пэта Райли, «Лос-Анджелес Лейкерс» семь раз выходили в Финал НБА, одержав 4 победы. В период с 1999 по 2011 год, «Лос-Анджелес Лейкерс», ведомые Филом Джексоном, пять раз побеждали в финалах и еще 2 раза проигрывали..
«Лейкерс» установили сразу несколько рекордов НБА (на конец сезона 2009/10): наибольшие количество побед (3027), самый высокий процент побед (61,7%), наибольшее количество попаданий в Финал НБА (31), второе место по минимальному количеству раз не попаданий в плей-офф (всего 5, меньше у «Сан-Антонио Спёрс» — 3). Также «озёрные» являются первой командой наряду с «Бостон Селтикс» ассоциации по количеству чемпионских титулов (17). Последний по счёту чемпионский титул был завоёван в 2020 году.

## Таблица символов

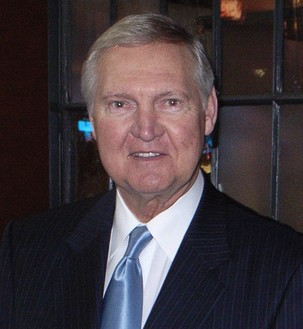
Джерри Уэст в составе «Лейкерс», девять раз играл в финалах НБА с 1962 по 1973 год.

| AMVP | Самый ценный игрок матча всех звёзд НБА |
| COY  | Тренер года НБА                         |
| DPOY | Лучший оборонительный игрок НБА         |
| EOY  | Менеджер года НБА                       |
| FMVP | Самый ценный игрок финала НБА           |
| JWKC | Приз имени Дж. Уолтера Кеннеди          |
| MVP  | Самый ценный игрок НБА                  |
| ROY  | Новичок года НБА                        |
| SMOY | Лучший шестой игрок НБА                 |

## Сезоны
| Чемпион НБА (1949–н.в.) | Чемпион Дивизиона / Чемпион Конференции (1948–1971 / 1971–н.в.) | Чемпион Дивизиона (1970–н.в.) | Квалифицировались в Плей-офф (1949–н.в.) |

| Кон = Конференция | М = место в конференция | Див = Дивизион | М = место в дивизионе | В = Выиграли | П = Проиграли | П.П. = Процент выигранных матчей | # = Ссылки |

| Сезон     | Кон      | М  | Див           | М | В  | П  | П.П. | GB | Плей-офф | Награды                                                    | Главный тренер                             | #       |
| --------- | -------- | -- | ------------- | - | -- | -- | ---- | -- | --- | ---------------------------------------------------------- | ------------------------------------------ | ------- |
| 1948/49   | —        | —  | Западный      | 2 | 44 | 16 | .733 | 1  | Выиграли в полуфинале дивизиона vs. Чикаго Стагз, 2–0 Выиграли в финале дивизиона (Рочестер Роялз, 2–0) Выиграли в финале БАА (Вашингтон Кэпитолз, 4–2) | —                                                          | Джон Кундла                                | [ 7 ]   |
| 1949/50   | —        | —  | Центральный   | 1 | 51 | 17 | .750 | —  | Выиграли тайбрек за 1-е место Центрального дивизиона (Рочестер Роялз, 1–0) Выиграли в полуфинале дивизиона (Чикаго Стагз, 2–0) Выиграли в финале дивизиона (Форт-Уэйн Пистонс, 2–0) Выиграли в полуфинале НБА (Андерсон Пэкерс, 2–0) Выиграли в финале НБА (Сиракьюс Нэшнлз, 4–2) | —                                                          | Джон Кундла                                | [ 9 ]   |
| 1950/51   | —        | —  | Западный      | 1 | 44 | 24 | .647 | —  | Выиграли в полуфинале дивизиона (Индианаполис Олимпианс, 2–1) Проиграли в финале дивизиона (Рочестер Роялз, 3–1) | —                                                          | Джон Кундла                                | [ 11 ]  |
| 1951/52   | —        | —  | Западный      | 2 | 40 | 26 | .606 | 1  | Выиграли в полуфинале дивизиона (Индианаполис Олимпианс, 2–0) Выиграли в финале дивизиона (Рочестер Роялз, 3–1) Выиграли в финале НБА (Нью-Йорк Никс, 4–3) | —                                                          | Джон Кундла                                | [ 13 ]  |
| 1952/53   | —        | —  | Западный      | 1 | 48 | 22 | .686 | —  | Выиграли в полуфинале дивизиона (Индианаполис Олимпианс, 2–0) Выиграли в финале дивизиона (Форт-Уэйн Пистонс, 3–20 Выиграли в финале НБА (Нью-Йорк Никс, 4–1) | Джордж Майкен (AMVP)                                       | Джон Кундла                                | [ 15 ]  |
| 1953/54   | —        | —  | Западный      | 1 | 46 | 26 | .639 | —  | Выиграли в финале дивизиона (Рочестер Роялз, 2–1) Выиграли в финале НБА (Сиракьюс Нэшнлз, 4–3) | —                                                          | Джон Кундла                                | [ 17 ]  |
| 1954/55   | —        | —  | Западный      | 2 | 40 | 32 | .556 | 3  | Выиграли в полуфинале дивизиона (Рочестер Роялз, 2–1) Проиграли в финале дивизиона (Форт-Уэйн Пистонс, 3–1) | —                                                          | Джон Кундла                                | [ 19 ]  |
| 1955/56   | —        | —  | Западный      | 2 | 33 | 39 | .458 | 4  | Выиграли тайбрек дивизиона за 2-е место (Сент-Луис Хокс, 1–0) Проиграли в полуфинале дивизиона (Сент-Луис Хокс, 2–1) | —                                                          | Джон Кундла                                | [ 21 ]  |
| 1956/57   | —        | —  | Западный      | 2 | 34 | 38 | .472 | —  | Проиграли тайбрек дивизиона за 1-е место (Сент-Луис Хокс, 1–0) Выиграли в полуфинале дивизиона (Форт-Уэйн Пистонс, 2–0) Проиграли в финале дивизиона (Сент-Луис Хокс, 3–0) | —                                                          | Джон Кундла                                | [ 23 ]  |
| 1957/58   | —        | —  | Западный      | 4 | 19 | 53 | .264 | 22 | Не квалифицировались в плей-офф | —                                                          | Джон Кундла Джордж Майкен                  | [ 24 ]  |
| 1958/59   | —        | —  | Западный      | 2 | 33 | 39 | .458 | 16 | Выиграли в полуфинале дивизиона (Форт-Уэйн Пистонс, 2–1) Выиграли в финале дивизиона (Сент-Луис Хокс, 4–2) Проиграли в финале НБА (Бостон Селтикс, 4–0) | Элджин Бэйлор (AMVP и ROY)                                 | Джон Кундла                                | [ 26 ]  |
| 1959/60   | —        | —  | Западный      | 3 | 25 | 50 | .333 | 21 | Выиграли в полуфинале дивизиона (Детройт Пистонс, 2–0) Проиграли в финале дивизиона (Сент-Луис Хокс, 4–3) | —                                                          | Джон Кастеллани Джим Поллард               | [ 28 ]  |
| 1960/61   | —        | —  | Западный      | 2 | 36 | 43 | .456 | 15 | Выиграли в полуфинале дивизиона (Детройт Пистонс, 3–2) Проиграли в финале дивизиона (Сент-Луис Хокс, 4–3) | —                                                          | Фред Шаус                                  | [ 30 ]  |
| 1961/62   | —        | —  | Западный      | 1 | 54 | 26 | .675 | —  | Выиграли в финале дивизиона (Детройт Пистонс, 4–2) Проиграли в финале НБА (Бостон Селтикс, 4–3) | —                                                          | Фред Шаус                                  | [ 32 ]  |
| 1962/63   | —        | —  | Западный      | 1 | 53 | 27 | .663 | —  | Выиграли в финале дивизиона (Сент-Луис Хокс, 4–3) Проиграли в финале НБА (Бостон Селтикс, 4–2) | —                                                          | Фред Шаус                                  | [ 34 ]  |
| 1963/64   | —        | —  | Западный      | 3 | 42 | 38 | .525 | 6  | Проиграли в полуфинале дивизиона (Сент-Луис Хокс, 3–2) | —                                                          | Фред Шаус                                  | [ 36 ]  |
| 1964/65   | —        | —  | Западный      | 1 | 49 | 31 | .613 | —  | Выиграли в финале дивизиона (Балтимор Буллетс, 4–2) Проиграли в финале НБА (Бостон Селтикс, 4–1) | —                                                          | Фред Шаус                                  | [ 38 ]  |
| 1965/66   | —        | —  | Западный      | 1 | 53 | 27 | .663 | —  | Выиграли в финале дивизиона (Сент-Луис Хокс, 4–3) Проиграли в финале НБА (Бостон Селтикс, 4–3) | —                                                          | Фред Шаус                                  | [ 40 ]  |
| 1966/67   | —        | —  | Западный      | 3 | 36 | 45 | .444 | 8  | Проиграли в полуфинале дивизиона (Сан-Франциско Уорриорз, 3–0) | —                                                          | Фред Шаус                                  | [ 42 ]  |
| 1967/68   | —        | —  | Западный      | 2 | 52 | 30 | .634 | 4  | Выиграли в полуфинале дивизиона (Чикаго Буллз, 4–1) Выиграли в финале дивизиона (Сан-Франциско Уорриорз, 4–0) Проиграли в финале НБА (Бостон Селтикс, 4–2) | —                                                          | Бутч ван Бреда Колфф                       | [ 44 ]  |
| 1968/69   | —        | —  | Западный      | 1 | 55 | 27 | .671 | —  | Выиграли в полуфинале дивизиона (Сан-Франциско Уорриорз, 4–2) Выиграли в финале дивизиона (Атланта Хокс, 4–1) Проиграли в финале НБА (Бостон Селтикс, 4–3) | Джерри Уэст (FMVP)                                         | Бутч ван Бреда Колфф                       | [ 46 ]  |
| 1969/70   | —        | —  | Западный      | 2 | 46 | 36 | .561 | 2  | Выиграли в полуфинале дивизиона (Финикс Санз, 4–3) Выиграли в финале дивизиона (Атланта Хокс, 4–0) Проиграли в финале НБА (Нью-Йорк Никс, 4–3) | —                                                          | Джо Маллане                                | [ 48 ]  |
| 1970/71   | Западная | 2  | Тихоокеанский | 1 | 48 | 34 | .585 | —  | Выиграли в полуфинале конференции (Чикаго Буллз, 4–3) Проиграли в финале конференции vs. Милуоки Бакс, 4–1 | —                                                          | Джо Маллане                                | [ 50 ]  |
| 1971/72   | Западная | 1  | Тихоокеанский | 1 | 69 | 13 | .841 | —  | Выиграли в полуфинале конференции (Чикаго Буллз, 4–0) Выиграли в финале конференции (Милуоки Бакс, 4–2) Выиграли в финале НБА (Нью-Йорк Никс, 4–1) | Джерри Уэст (AMVP) Билл Шерман (COY) Уилт Чемберлен (FMVP) | Билл Шерман                                | [ 52 ]  |
| 1972/73   | Западная | 2  | Тихоокеанский | 1 | 60 | 22 | .732 | —  | Выиграли в полуфинале конференции (Чикаго Буллз, 4–3) Выиграли в финале конференции (Голден Стэйт Уорриорз, 4–1) Проиграли в финале НБА (Нью-Йорк Никс, 4–1) | —                                                          | Билл Шерман                                | [ 54 ]  |
| 1973/74   | Западная | 2  | Тихоокеанский | 1 | 47 | 35 | .573 | —  | Проиграли в полуфинале конференции (Милуоки Бакс, 4–1) | —                                                          | Билл Шерман                                | [ 56 ]  |
| 1974/75   | Западная | 9  | Тихоокеанский | 5 | 30 | 52 | .366 | 18 | Не квалифицировались в плей-офф | —                                                          | Билл Шерман                                | [ 57 ]  |
| 1975/76   | Западная | 6  | Тихоокеанский | 4 | 40 | 42 | .488 | 19 | Не квалифицировались в плей-офф | Карим Абдул-Джаббар (MVP)                                  | Билл Шерман                                | [ 58 ]  |
| 1976/77   | Западная | 1  | Тихоокеанский | 1 | 53 | 29 | .646 | —  | Выиграли в полуфинале конференции (Голден Стэйт Уорриорз, 4–3) Проиграли в финале конференции (Портленд Трэйл Блэйзерс, 4–0) | Карим Абдул-Джаббар (MVP)                                  | Джерри Уэст                                | [ 60 ]  |
| 1977/78   | Западная | 5  | Тихоокеанский | 4 | 45 | 37 | .549 | 13 | Проиграли в первом раунде (Сиэтл Суперсоникс, 2–1) | —                                                          | Джерри Уэст                                | [ 62 ]  |
| 1978/79   | Западная | 5  | Тихоокеанский | 3 | 47 | 35 | .573 | 5  | Выиграли в первом раунде (Денвер Наггетс, 2–1) Проиграли в полуфинале конференции (Сиэтл Суперсоникс, 4–1) | —                                                          | Джерри Уэст                                | [ 64 ]  |
| 1979/80   | Западная | 1  | Тихоокеанский | 1 | 60 | 22 | .732 | —  | Выиграли в полуфинале конференции (Финикс Санз, 4–1) Выиграли в финале конференции (Сиэтл Суперсоникс, 4–1) Выиграли в финале НБА (Филадельфия-76, 4–2) | Мэджик Джонсон (FMVP) Карим Абдул-Джаббар (MVP)            | Джек МакКинни Паул Вестхид                 | [ 66 ]  |
| 1980/81   | Западная | 3  | Тихоокеанский | 2 | 54 | 28 | .659 | 3  | Проиграли в первом раунде (Хьюстон Рокетс, 2–1) | —                                                          | Паул Вестхид                               | [ 68 ]  |
| 1981/82   | Западная | 1  | Тихоокеанский | 1 | 57 | 25 | .695 | —  | Выиграли в полуфинале конференции (Финикс Санз, 4–0) Выиграли в финале конференции (Сан-Антонио Спёрс, 4–0) Выиграли в финале НБА (Филадельфия-76, 4–2) | Мэджик Джонсон (FMVP)                                      | Паул Вестхид Пэт Райли                     | [ 70 ]  |
| 1982/83   | Западная | 1  | Тихоокеанский | 1 | 58 | 24 | .707 | —  | Выиграли в полуфинале конференции (Портленд Трэйл Блэйзерс, 4–1) Выиграли в финале конференции (Сан-Антонио Спёрс, 4–2) Проиграли в финале НБА (Филадельфия-76, 4–0) | —                                                          | Пэт Райли                                  | [ 72 ]  |
| 1983/84   | Западная | 1  | Тихоокеанский | 1 | 54 | 28 | .659 | —  | Выиграли в первом раунде (Канзас-Сити Кингз, 3–0) Выиграли в полуфинале конференции (Даллас Маверикс, 4–1) Выиграли в финале конференции (Финикс Санз, 4–2) Проиграли в финале НБА (Бостон Селтикс, 4–3)                                                                          | —                                                          | Пэт Райли                                  | [ 74 ]  |
| 1984/85   | Западная | 1  | Тихоокеанский | 1 | 62 | 20 | .756 | —  | Выиграли в первом раунде (Финикс Санз, 3–0) Выиграли в полуфинале конференции (Портленд Трэйл Блэйзерс, 4–1) Выиграли в финале конференции (Денвер Наггетс, 4–1) Выиграли в финале НБА (Бостон Селтикс, 4–2)                                                                      | Карим Абдул-Джаббар (FMVP)                                 | Пэт Райли                                  | [ 76 ]  |
| 1985/86   | Западная | 1  | Тихоокеанский | 1 | 62 | 20 | .756 | —  | Выиграли в первом раунде (Сан-Антонио Спёрс, 3–0) Выиграли в полуфинале конференции (Даллас Маверикс, 4–2) Проиграли в финале конференции (Хьюстон Рокетс, 4–1) | Майкл Купер (JWKC)                                         | Пэт Райли                                  | [ 78 ]  |
| 1986/87   | Западная | 1  | Тихоокеанский | 1 | 65 | 17 | .793 | —  | Выиграли в первом раунде (Денвер Наггетс, 3–0) Выиграли в полуфинале конференции (Голден Стэйт Уорриорз, 4–1) Выиграли в финале конференции (Сиэтл Суперсоникс, 4–0) Выиграли в финале НБА (Бостон Селтикс, 4–2)                                                                  | Майкл Купер (DPOY) Мэджик Джонсон (FMVP b MVP)             | Пэт Райли                                  | [ 80 ]  |
| 1987/88   | Западная | 1  | Тихоокеанский | 1 | 62 | 20 | .756 | —  | Выиграли в первом раунде (Сан-Антонио Спёрс, 3–0) Выиграли в полуфинале конференции (Юта Джаз, 4–3) Выиграли в финале конференции (Даллас Маверикс, 4–3) Выиграли в финале НБА (Детройт Пистонс, 4–3)                                                                             | Джеймс Уорти (FMVP)                                        | Пэт Райли                                  | [ 82 ]  |
| 1988/89   | Западная | 1  | Тихоокеанский | 1 | 57 | 25 | .695 | —  | Выиграли в первом раунде (Портленд Трэйл Блэйзерс, 3–0) Выиграли в полуфинале конференции (Сиэтл Суперсоникс, 4–0) Выиграли в финале конференции (Финикс Санз, 4–0) Проиграли в финале НБА (Детройт Пистонс, 4–0)                                                                 | Мэджик Джонсон (MVP)                                       | Пэт Райли                                  | [ 84 ]  |
| 1989/90   | Западная | 1  | Тихоокеанский | 1 | 63 | 19 | .768 | —  | Выиграли в первом раунде (Хьюстон Рокетс, 3–1) Проиграли в полуфинале конференции (Финикс Санз, 4–1) | Мэджик Джонсон (AMVP и MVP) Пэт Райли (COY)                | Пэт Райли                                  | [ 86 ]  |
| 1990/91   | Западная | 3  | Тихоокеанский | 2 | 58 | 24 | .707 | 5  | Выиграли в первом раунде (Хьюстон Рокетс, 3–0) Выиграли в полуфинале конференции (Голден Стэйт Уорриорз, 4–1) Выиграли в финале конференции (Портленд Трэйл Блэйзерс, 4–2) Проиграли в финале НБА (Чикаго Буллз, 4–1)                                                             | —                                                          | Майк Данливи                               | [ 88 ]  |
| 1991/92   | Западная | 8  | Тихоокеанский | 6 | 43 | 39 | .524 | 14 | Проиграли в первом раунде (Портленд Трэйл Блэйзерс, 3–1) | Мэджик Джонсон (AMVP и JWKC)                               | Майк Данливи                               | [ 90 ]  |
| 1992/93   | Западная | 8  | Тихоокеанский | 5 | 39 | 43 | .476 | 23 | Проиграли в первом раунде (Финикс Санз, 3–2) | —                                                          | Рэнди Пфуэнд                               | [ 92 ]  |
| 1993/94   | Западная | 9  | Тихоокеанский | 5 | 33 | 49 | .402 | 30 | Не квалифицировались в плей-офф | —                                                          | Рэнди Пфуэнд Билл Бертка Мэджик Джонсон    | [ 93 ]  |
| 1994/95   | Западная | 5  | Тихоокеанский | 3 | 48 | 34 | .585 | 11 | Выиграли в первом раунде (Сиэтл Суперсоникс, 3–1) Проиграли в полуфинале конференции (Сан-Антонио Спёрс, 4–2) | Дель Харрис (COY) Джерри Уэст (EOY)                        | Дель Харрис                                | [ 95 ]  |
| 1995/96   | Западная | 4  | Тихоокеанский | 2 | 53 | 29 | .646 | 11 | Проиграли в первом раунде (Хьюстон Рокетс, 3–1) | —                                                          | Дель Харрис                                | [ 97 ]  |
| 1996/97   | Западная | 4  | Тихоокеанский | 2 | 56 | 26 | .683 | 1  | Выиграли в первом раунде (Портленд Трэйл Блэйзерс, 3–1) Проиграли в полуфинале конференции (Юта Джаз, 4–1) | —                                                          | Дель Харрис                                | [ 99 ]  |
| 1997/98   | Западная | 3  | Тихоокеанский | 2 | 61 | 21 | .744 | —  | Выиграли в первом раунде (Портленд Трэйл Блэйзерс, 3–1) Выиграли в полуфинале конференции (Сиэтл Суперсоникс, 4–1) Проиграли в финале конференции (Юта Джаз, 4–0) | —                                                          | Дель Харрис                                | [ 101 ] |
| 1998/99   | Западная | 4  | Тихоокеанский | 2 | 31 | 19 | .620 | 4  | Выиграли в первом раунде (Хьюстон Рокетс, 3–1) Проиграли в полуфинале конференции (Сан-Антонио Спёрс, 4–0) | —                                                          | Дель Харрис Билл Бертка Курт Рэмбис        | [ 103 ] |
| 1999/2000 | Западная | 1  | Тихоокеанский | 1 | 67 | 15 | .817 | —  | Выиграли в первом раунде (Сакраменто Кингз, 3–2) Выиграли в полуфинале конференции (Финикс Санз, 4–1) Выиграли в финале конференции (Портленд Трэйл Блэйзерс, 4–3) Выиграли в финале НБА (Индиана Пэйсерс, 4–2)                                                                   | Шакил О'Нил (AMVP, FMVP и MVP)                             | Фил Джексон                                | [ 105 ] |
| 2000/01   | Западная | 2  | Тихоокеанский | 1 | 56 | 26 | .683 | —  | Выиграли в первом раунде (Портленд Трэйл Блэйзерс, 3–0) Выиграли в полуфинале конференции (Сакраменто Кингз, 4–0) Выиграли в финале конференции (Сан-Антонио Спёрс, 4–0) Выиграли в финале НБА (Филадельфия-76, 4–1)                                                              | Шакил О'Нил (FMVP)                                         | Фил Джексон                                | [ 107 ] |
| 2001/02   | Западная | 3  | Тихоокеанский | 2 | 58 | 24 | .707 | —  | Выиграли в первом раунде (Портленд Трэйл Блэйзерс, 3–0) Выиграли в полуфинале конференции (Сан-Антонио Спёрс, 4–1) Выиграли в финале конференции (Сакраменто Кингз, 4–3) Выиграли в финале НБА (Нью-Йорк Нетс, 4–0)                                                               | Коби Брайант (AMVP) Шакил О'Нил (FMVP)                     | Фил Джексон                                | [ 109 ] |
| 2002/03   | Западная | 5  | Тихоокеанский | 2 | 50 | 32 | .610 | 9  | Выиграли в первом раунде (Миннесота Тимбервулвз, 4-2) Проиграли в полуфинале конференции (Сан-Антонио Спёрс, 4-2) | —                                                          | Фил Джексон                                | [ 111 ] |
| 2003/04   | Западная | 2  | Тихоокеанский | 1 | 56 | 26 | .683 | —  | Выиграли в первом раунде (Хьюстон Рокетс, 4–1) Выиграли в полуфинале конференции (Сан-Антонио Спёрс, 4–2) Выиграли в финале конференции (Миннесота Тимбервулвз, 4–2) Проиграли в финале (Детройт Пистонс, 1–4)                                                                    | Шакил О'Нил (AMVP)                                         | Фил Джексон                                | [ 113 ] |
| 2004/05   | Западная | 11 | Тихоокеанский | 4 | 34 | 48 | .415 | 28 | Не квалифицировались в плей-офф | —                                                          | Руди Томьянович Фрэнк Гамблин              | [ 114 ] |
| 2005/06   | Западная | 7  | Тихоокеанский | 3 | 45 | 37 | .549 | 9  | Проиграли в первом раунде (Финикс Санз, 3–4) | —                                                          | Фил Джексон                                | [ 116 ] |
| 2006/07   | Западная | 7  | Тихоокеанский | 2 | 42 | 40 | .512 | 19 | Проиграли в первом раунде (Финикс Санз, 1–4) | Коби Брайант (AMVP)                                        | Фил Джексон                                | [ 118 ] |
| 2007/08   | Западная | 1  | Тихоокеанский | 1 | 57 | 25 | .695 | —  | Выиграли в первом раунде (Денвер Наггетс, 4–0) Выиграли в полуфинале конференции (Юта Джаз, 4–2) Выиграли в финале конференции (Сан-Антонио Спёрс, 4–1) Проиграли в финале (Бостон Селтикс, 2–4)                                                                                  | Коби Брайант (MVP)                                         | Фил Джексон                                | [ 120 ] |
| 2008/09   | Западная | 1  | Тихоокеанский | 1 | 65 | 17 | .793 | —  | Выиграли в первом раунде (Юта Джаз, 4–1) Выиграли в полуфинале конференции (Хьюстон Рокетс, 4–3) Выиграли в финале конференции (Денвер Наггетс, 4–2) Выиграли в финале НБА (Орландо Мэджик, 4–1)                                                                                  | Коби Брайант (AMVP, FMVP)                                  | Фил Джексон                                | [ 121 ] |
| 2009/10   | Западная | 1  | Тихоокеанский | 1 | 57 | 25 | .695 | —  | Выиграли в первом раунде vs. 4–2 Оклахома-Сити Тандер Выиграли в полуфинале конференции vs. 4–2 Юта Джаз Выиграли в финале конференции vs. 4–2 Финикс Санз Выиграли в финале vs. 4–3 Бостон Селтикс                                                                               | Коби Брайант (FMVP)                                        | Фил Джексон                                | [ 122 ] |
| 2010/11   | Западная | 2  | Тихоокеанский | 1 | 57 | 25 | .695 | —  | Выиграли в первом раунде (Нью-Орлеан Хорнетс, 4–2) Проиграли в полуфинале конференции (Даллас Маверикс, 0–4) | Рон Артест (JWKC) Коби Брайант (AMVP) Ламар Одом (SMOY)    | Фил Джексон                                | [ 123 ] |
| 2011/12   | Западная | 3  | Тихоокеанский | 1 | 41 | 25 | .621 | —  | Выиграли в первом раунде (Денвер Наггетс, 4–3) Проиграли в полуфинале конференции (Оклахома-Сити Тандер, 1–4) | Пау Газоль (JWKC)                                          | Майк Браун                                 | [ 124 ] |
| 2012/13   | Западная | 7  | Тихоокеанский | 3 | 45 | 37 | .549 | 11 | Проиграли в первом раунде (Сан-Антонио Спёрс, 0–4) |                                                            | Майк Браун Берни Бикерстафф Майкл Д’Антони | [ 125 ] |
| 2013/14   | Западная | 14 | Тихоокеанский | 5 | 27 | 55 | .329 | 30 | Не квалифицировались в плей-офф |                                                            | Майкл Д’Антони                             | [ 126 ] |
| 2014/15   | Западная | 14 | Тихоокеанский | 5 | 21 | 61 | .256 | 46 | Не квалифицировались в плей-офф |                                                            | Байрон Скотт                               | [ 127 ] |
| 2015/16   | Западная | 15 | Тихоокеанский | 5 | 17 | 65 | .207 | 56 | Не квалифицировались в плей-офф |                                                            | Байрон Скотт                               |         |
| 2016/17   | Западная | 14 | Тихоокеанский | 4 | 26 | 56 | .317 | 41 | Не квалифицировались в плей-офф |                                                            | Люк Уолтон                                 |         |
| 2017/18   | Западная | 11 | Тихоокеанский | 3 | 35 | 47 | .427 | 23 | Не квалифицировались в плей-офф |                                                            | Люк Уолтон                                 |         |
| 2018/19   | Западная | 10 | Тихоокеанский | 4 | 37 | 45 | .451 | 20 | Не квалифицировались в плей-офф |                                                            | Люк Уолтон                                 |         |

1. ↑  Сезон состоял из 50 встреч из-за локаута.
2. ↑  Сезон состоял из 66 встреч из-за локаута.

## Статистика за все время
Статистика откорректированная по состоянию на сезон 2012/13.
| Статистика                                               | В    | П    | П.П. |
| -------------------------------------------------------- | ---- | ---- | ---- |
| Миннеаполис Лейкерс в регулярном чемпионате (1948–1960)  | 457  | 382  | .545 |
| Лос-Анджелес Лейкерс в регулярном чемпионате (1960–н.в.) | 2668 | 1534 | .635 |
| За все время в регулярном чемпионате (1948–н.в.)         | 3125 | 1916 | .620 |
| Миннеаполис Лейкерс в плей-офф (1948–1960)               | 64   | 40   | .615 |
| Лос-Анджелес Лейкерс в плей-офф (1960–н.в.)              | 373  | 253  | .596 |
| За все время в плей-офф (1948–н.в.)                      | 437  | 293  | .599 |
| За все время в регулярном чемпионате и плей-офф          | 3562 | 2209 | .617 |